# Realtime Worlds
Realtime Worlds Ltd était une compagnie de développement de jeux vidéo basée à Dundee en Écosse. Il s'agissait du plus gros développeur de jeux indépendant en Écosse, comptant jusqu'à plus de 200 employés ainsi qu'une succursale à Boulder, au Colorado.

## Histoire
L'entreprise fut fondée en 2002 par David Jones, qui est également un des fondateurs de DMA Design, devenu Rockstar North et bien connu du public pour des jeux vidéo populaires tels que les Lemmings ou Grand Theft Auto. La majeure partie des employés provenait de Rage Software, qui ferma ses portes en 2003. En février 2008, une opération de capital-investissement permis à la compagnie de se constituer des Capitaux propres de 50 millions de dollars, avec l'entrée au capital de Maverick Capital et New Enterprise Associates, rejointes par une holding, le groupe WPP qui regroupe des agences de publicité et de communication. Les fonds ainsi constitués devraient permettre de soutenir la croissance de la société.
L'entreprise, en difficulté financière, fut contrainte de déposer le bilan le 18 août 2010.

## Produits
La compagnie développa tout d'abord un jeu vidéo d'action et de course automobile nommé Crackdown et sorti en 2007, qui fut un succès commercial : dans la semaine où il sortit, il se hissa en tête des ventes sur Xbox 360 pour l'Amérique du Nord, le Japon et le Royaume-Uni ; sur le mois, 427 000 exemplaires furent écoulés en Amérique du Nord et à la fin de l'année, 1,5 million d'exemplaires furent vendus dans le monde. La compagnie travaillait récemment sur un jeu en ligne massivement multijoueur, fonctionnant sur Microsoft Windows, et nommé APB (All Points Bulletin); sorti le 1er juillet 2010, la compagnie espérait des retombées financières de l'ordre de « centaines de millions de livres », mais le bilan financier a été catastrophique et Realtime Worlds s'est vu obligé de fermer les serveurs d'APB le 17 septembre 2010. Le jeu est relancé peu de temps après par Reloaded Productions, il adopte un modèle free to play.